# Oblężenie Girony (1809)
Oblężenie Girony – oblężenie rozpoczęte 6 maja 1809 roku, czasami nazywane trzecim oblężeniem Girony (po dwóch bataliach w roku 1808), kosztowało francuską Grande Armée siedem miesięcy ciężkich zmagań dla pokonania hiszpańskiego garnizonu Girony. Obrońcy miasta trzymali się wyjątkowo dzielnie pod dowództwem generała Álvareza dopóki choroby i głód nie zmusiły ich do kapitulacji 12 grudnia tegoż roku.
Po wstąpieniu Józefa Bonaparte na tron hiszpański w roku 1808, Álvarez był dowódcą załogi cytadeli Montjuïc w Barcelonie. 29 lutego francuskie wojska zajęły miasto. Álvarez gotował się do obrony cytadeli, ale otrzymał rozkaz od swych przełożonych, by oddać twierdzę. W tej sytuacji Álvarez zbiegł z Barcelony i dołączył do sił powstańczych. Tymczasowa junta w Kadyksie mianowała go dowódcą Armii Katalonii i gubernatorem Girony.
6 maja armia francuska w sile 18 000 bagnetów i szabel pod dowództwem marszałka Augereau obległa miasto. Álvarez miał zaledwie 5600 ludzi pod bronią. Francuzi wprowadzili do akcji 40 baterii dział, które przez następne siedem miesięcy wystrzeliły na miasto około 20 000 granatów i 60 000 kul armatnich. W sierpniu Francuzom udało się opanować zamek Montjuich, główną pozycję obronną. Nie załamany tym de Castro kazał zbudować barykady i okopy wewnątrz miasta i walki trwały kolejne cztery miesiące nim Álvarez, wyczerpany i chory, przekazał dowodzenie w inne ręce. Dwa dni później, 12 grudnia, miasto skapitulowało. Przypuszczalnie około 10 000 żołnierzy i cywilów poległo w jego obronie. Straty francuskie wyniosły około 14 000 ludzi, z których ponad połowa zmarła z wycieńczenia i chorób.
Obrona miasta (porównywalna jedynie z walkami o Saragossę) przyczyniła się do znacznych strat francuskich, tak w sile żywej jak i materialnych, a ponadto opóźniała działania armii napoleońskiej na innych teatrach wojny. Walki te przeszły do legendy okresu wojny na Półwyspie Iberyjskim. Pomimo złego stanu zdrowia Álvareza, zwycięzcy uwięzili go w Perpignan, skąd w jakiś czas później przeniesiono go do Figueres, gdzie zmarł prawdopodobnie (według historyków angielskich) otruty w 1810 roku.